# Club privè - Ti presento i Dogo
Club privè - Ti presento i Dogo è stato un programma televisivo italiano di genere docu-reality, trasmesso da MTV ogni lunedì, per otto settimane, dal 26 novembre 2012 alle 22:00.
Nel corso del programma viene raccontata la storia dei Club Dogo, ovvero Don Joe, Gué Pequeno e Jake La Furia.